# ウルトラマンランド
ウルトラマンランドは、かつて円谷プロダクションが運営していた『ウルトラシリーズ』を題材にしたテーマパーク。

## 歴史
1996年3月、熊本県荒尾市に開園。8,000平方メートルの敷地をグリーンランドリゾートに賃借していた。グリーンランドリゾートが経営しているグリーンランドに隣接して宿泊施設などと連携して総合的に展開していた。
円谷プロダクションが『ウルトラマンフェスティバル』の成功をうけて、新たな収益源としてテーマパーク事業に進出したものだった。1年目で2億円の投資額を回収するほどの利益をあげたが3年目から赤字状態に陥る。入場者数の年間目標が40万人から50万人だったのに対して、2013年近辺の頃には10万人前後に低迷して、2011年の入場者数は9万3千人だった。さらに経営では不明朗な経理もあったという。
2013年9月1日、新たなイベント展開を行うことを理由に閉鎖。隣接するホテルヴェルデのウルトラマンルームも廃止となり、ウルトラマンルームとして使用されていた部屋はグリーンランドとの連携により、仮面ライダールームに切り替わった。敷地はグリーンランドリゾートに返還される予定。

## 施設
- ウルトラライブステージ

ヒーローショーが行われているステージ。ミニイベントや握手撮影会なども行われている。
- ウルトラGOランド

ウルトラ戦士の形をしたメリーゴーランド。
- ウルキャラッカー

ウルトラ戦士の形をしたバッテリーカー。
- ウルトラ☆ツアーズ

ジオラマ探検シューティングライド。
- ウルトラ・デ・レストラン

ウルトラ戦士をモチーフにしたオリジナルメニューがあるレストラン。
- 劇用車展示

『ウルトラシリーズ』の撮影で実際に使用されていた劇用車を展示している。
- ウルトラマンワールドM78

グッズを販売しているオフィシャルショップ。

## 施設データ
- 所在地 : 熊本県荒尾市本井手1574
- 入園料 : 大人、子供（2歳以下は無料）800円（団体割引、年間パスポート有り）
- 休館日 : 水曜、木曜日（祝日、春休み、夏休み、冬休みなどは除く）

## 交通アクセス
- 自家用車 : 九州自動車道南関インターチェンジより約25分、有料駐車場完備。
- 公共交通 : 九州旅客鉄道（JR九州）、鹿児島本線（西鉄）、西日本鉄道（西鉄）、天神大牟田線ともに大牟田駅下車。大牟田駅より「グリーンランド」行きバス（約25分）、タクシー（約15分）。